# Sisjön (Askims socken, Västergötland)
Sisjön är en sjö i Mölndals Stad i Västergötland och ingår i Kungsbackaån-Göta älvs kustområde. Sjön är 18,2 meter djup, har en yta på 0,25 kvadratkilometer och befinner sig 73,5 meter över havet. Sisjön ligger i Sandsjöbacka Natura 2000-område och skyddas av fågeldirektivet.
Sjön är en bad- och fiskesjö i Sandsjöbacka naturreservat, mellan Askim och Balltorp, en mil söder om centrala Göteborg. Kommungränsen mellan Mölndals kommun och Göteborgs kommun går i sjöns mitt. Runt sjön går en vandringsstig som delvis utgör en del av Sandsjöbackaleden. På Mölndalssidan finns en badplats. Fiske är tillåtet, och det finns både abborre och gädda i sjön. I samma område som Sisjön ligger det flera mossar, tjärnar och även två andra sjöar, Oxsjön och Fisjön. Strax nordväst om sjön låg tidigare Sisjöns vattentorn, ett riktmärke som kunde siktas på långt håll[13] . Norr om sjön, nere i Fässbergsdalen ligger Sisjöns industriområde.
I juni 2006 härjades området mellan Sisjön och Oxsjön av en svår skogsbrand.

## Etymologi
Namnet Sisjön är en språkligt förvanskad form av Skärsjön, som 1666 skrevs Siersiöen, vidare Sier siöö 1694, Siön 1725 och Skärsiöen 1785, vilket sannolikt utgått från Skälsjön, där förleden skäl- betyder gränsskillnad — mellan dåvarande socknarna Askim och Fässberg, där gränsstenen fanns vid Skärsiöhall enligt Domboken för Göteborg 1785.
Ett gammalt namn på sjön är också Balltorpsjön.

## Storlek, djup och klarhet
Sjön har en omkrets på 2,3 kilometer, och en area av 2,76 kvadratkilometer. Dess medeldjup är 7,6 meter och största djupet är 22 meter. Sjön har klart vatten, och siktdjupet är 6 meter , då det är en näringsfattig sjö, som ligger direkt på hällmarken..

## Delavrinningsområde
Sisjön ingår i delavrinningsområde (639507-127102) som SMHI kallar för Utloppet av Sisjön. Medelhöjden är 83 meter över havet och ytan är 0,72 kvadratkilometer. Det finns inga avrinningsområden uppströms utan avrinningsområdet är högsta punkten. Vattendraget som avvattnar avrinningsområdet har biflödesordning 2, vilket innebär att vattnet flödar genom totalt 2 vattendrag innan det når havet efter 6 kilometer. Avrinningsområdet består mestadels av skog (41 %) och öppen mark (24 %). Avrinningsområdet har 0,25 kvadratkilometer vattenytor vilket ger det en sjöprocent på 34,9 %.

## Bilder

Sisjön
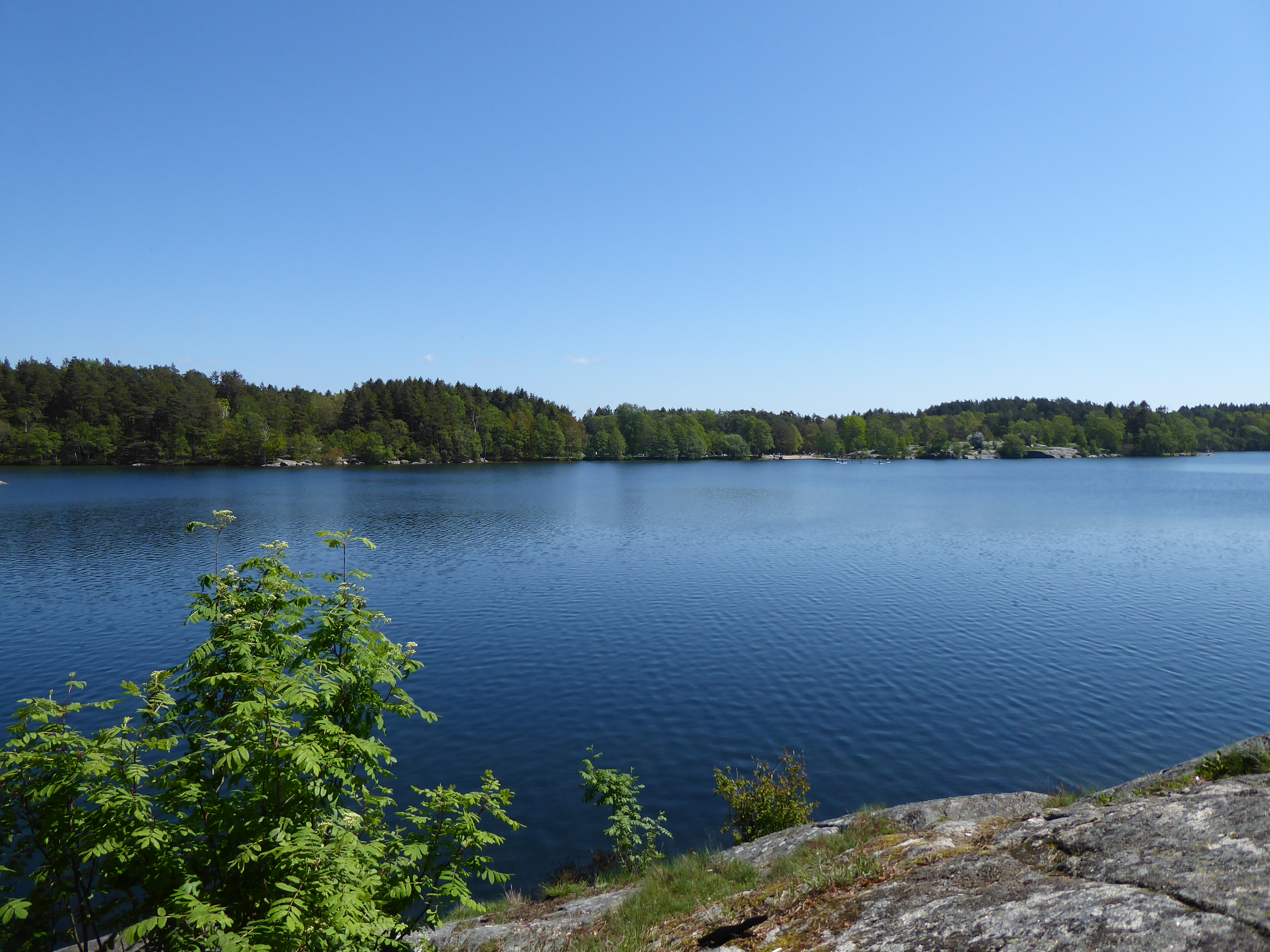
Sisjön från västra strandkanten den 29 maj 2021.
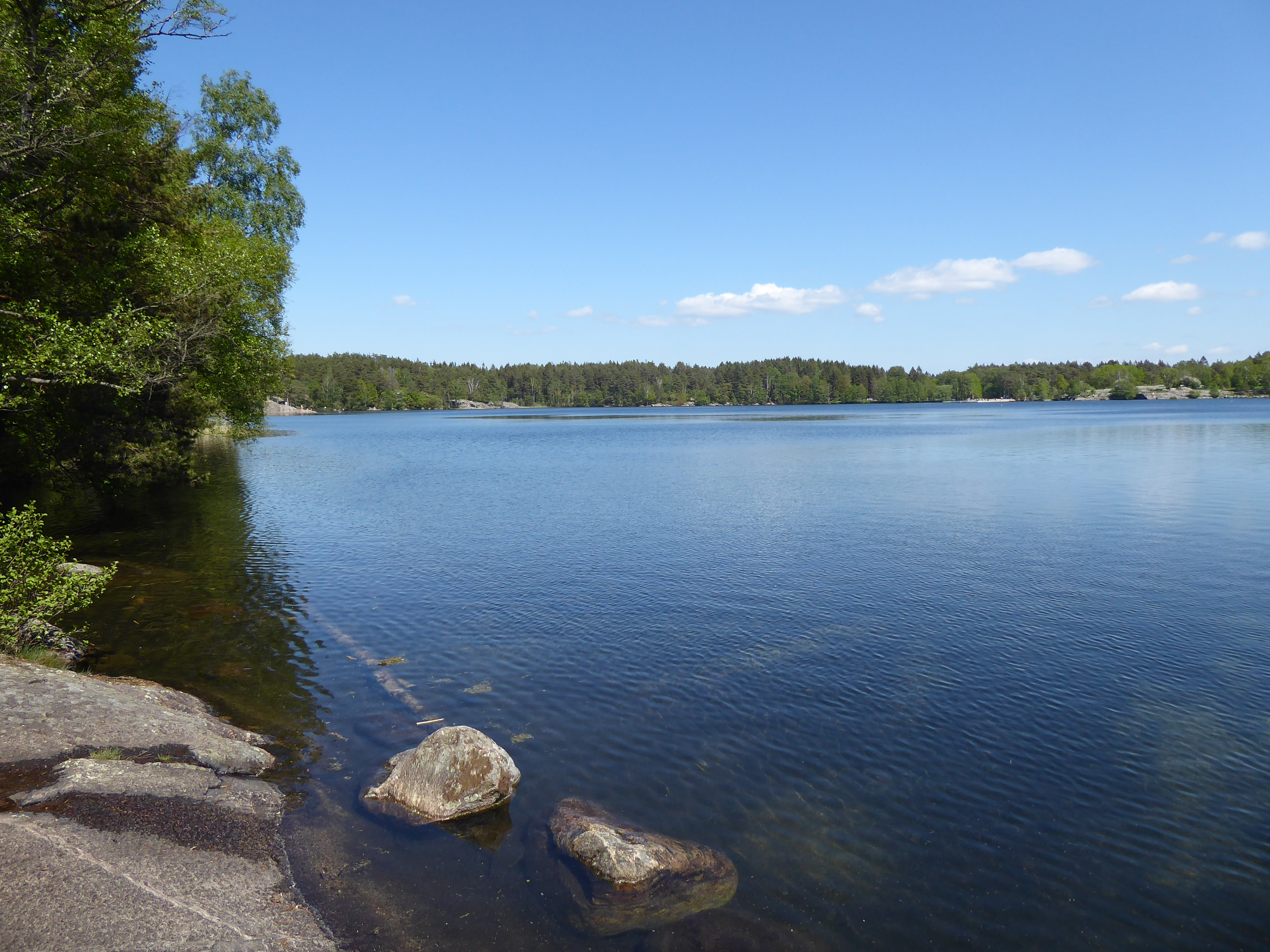
Sisjön från sydväst riktning norr den 29 maj 2021.
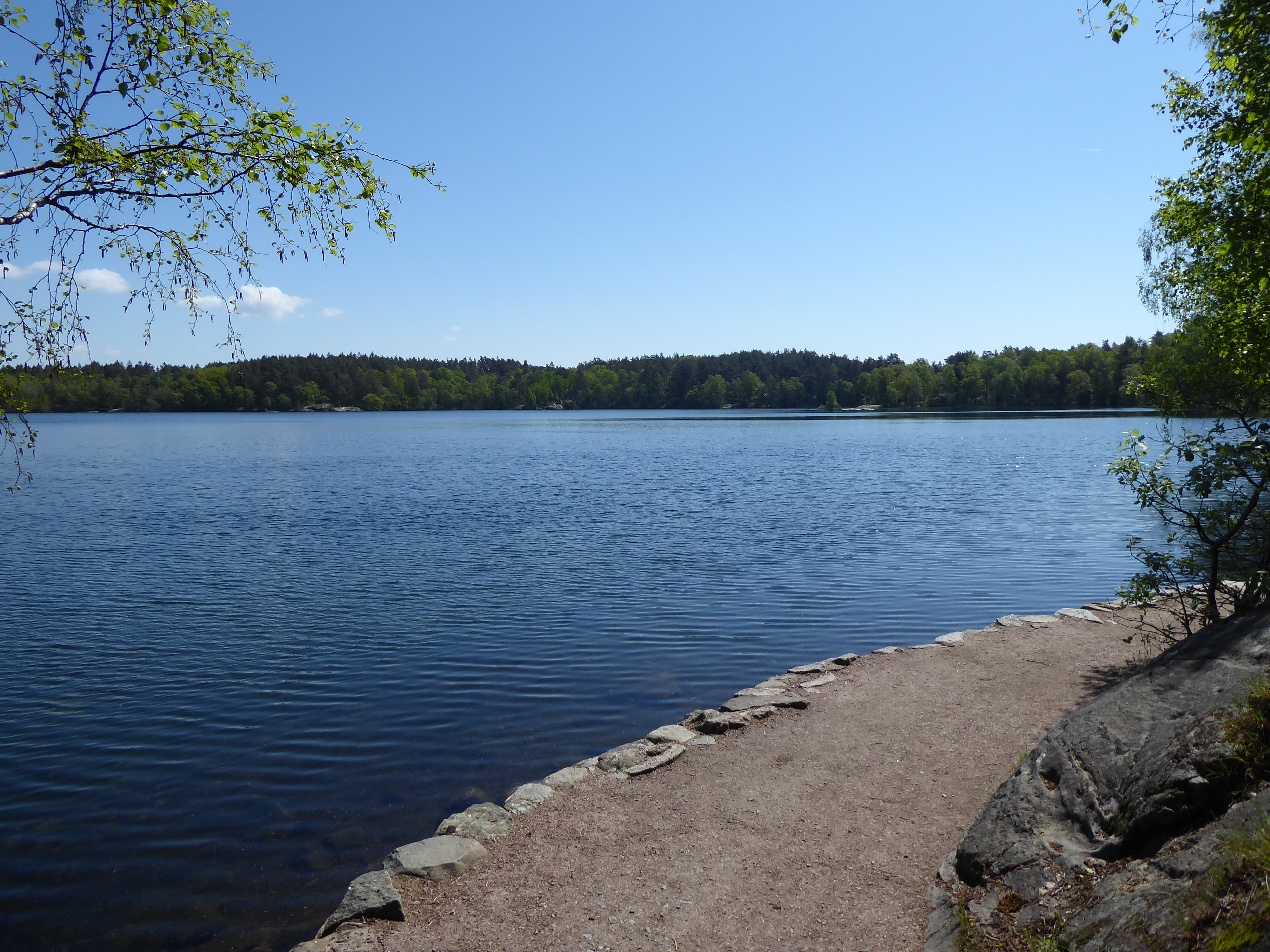
Sisjön från sydväst riktning söder den 29 maj 2021.
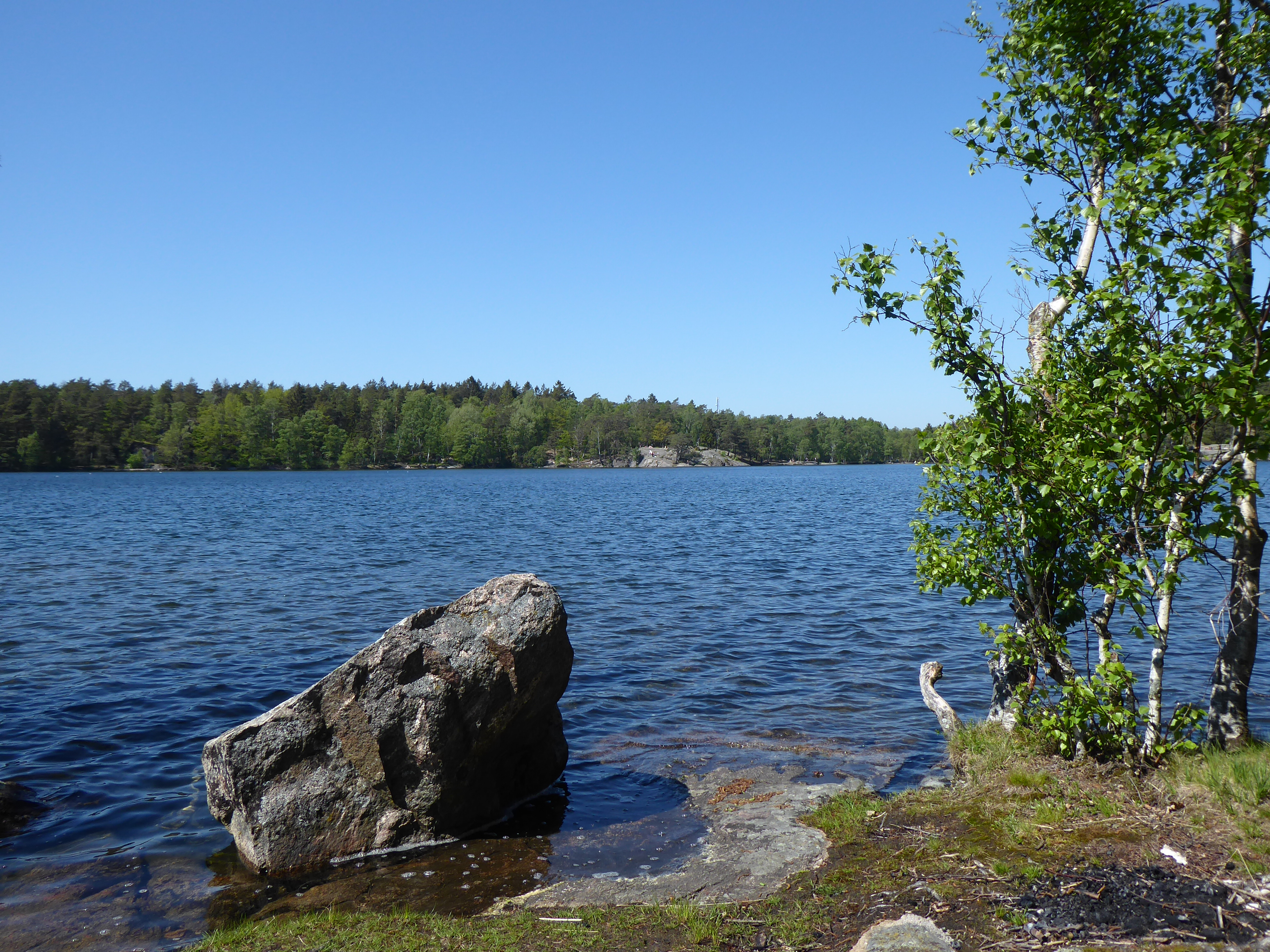
Sisjön från östra strandkanten den 29 maj 2021.